# 埃欧维尔
埃欧维尔（法語：Héauville，法語發音：[eovil]）是法国芒什省的一个市镇，属于瑟堡区。

## 地理
埃欧维尔（49°34'52"N, 1°48'0"W）面积10.83 平方千米，位于法国诺曼底大区芒什省，该省份为法国西北部沿海省份，西、北、东北三面环大西洋，东起顺时针与卡爾瓦多斯省、奧恩省、马耶讷省和伊勒-维莱讷省接壤。
与埃欧维尔接壤的市镇（或旧市镇、城区）包括：埃勒维尔、锡乌维尔阿格、特尔泰维尔阿格、拉阿格。

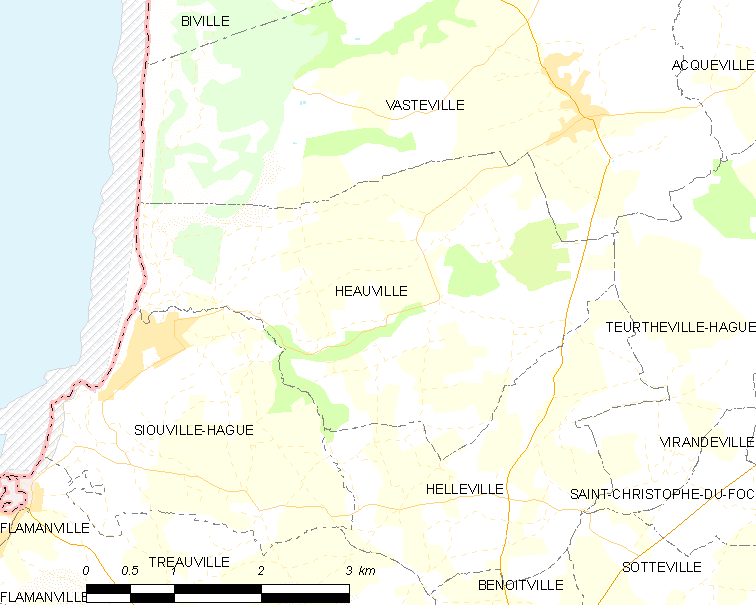
埃欧维尔的OSM定位图

埃欧维尔的时区为UTC+01:00、UTC+02:00（夏令时）。

## 行政
埃欧维尔的邮政编码为50340，INSEE市镇编码为50238。

## 政治
埃欧维尔所属的省级选区为莱皮约县。

## 人口

1962-2008年间埃欧维尔人口变化图示

埃欧维尔于2022年1月1日时的人口数量为462人。